# Zijadijja
Zijadijja (arab. زيادية) – miasto w Syrii, w muhafazie Aleppo. W 2004 roku liczyło 3576 mieszkańców.